# Godfrey Rampling

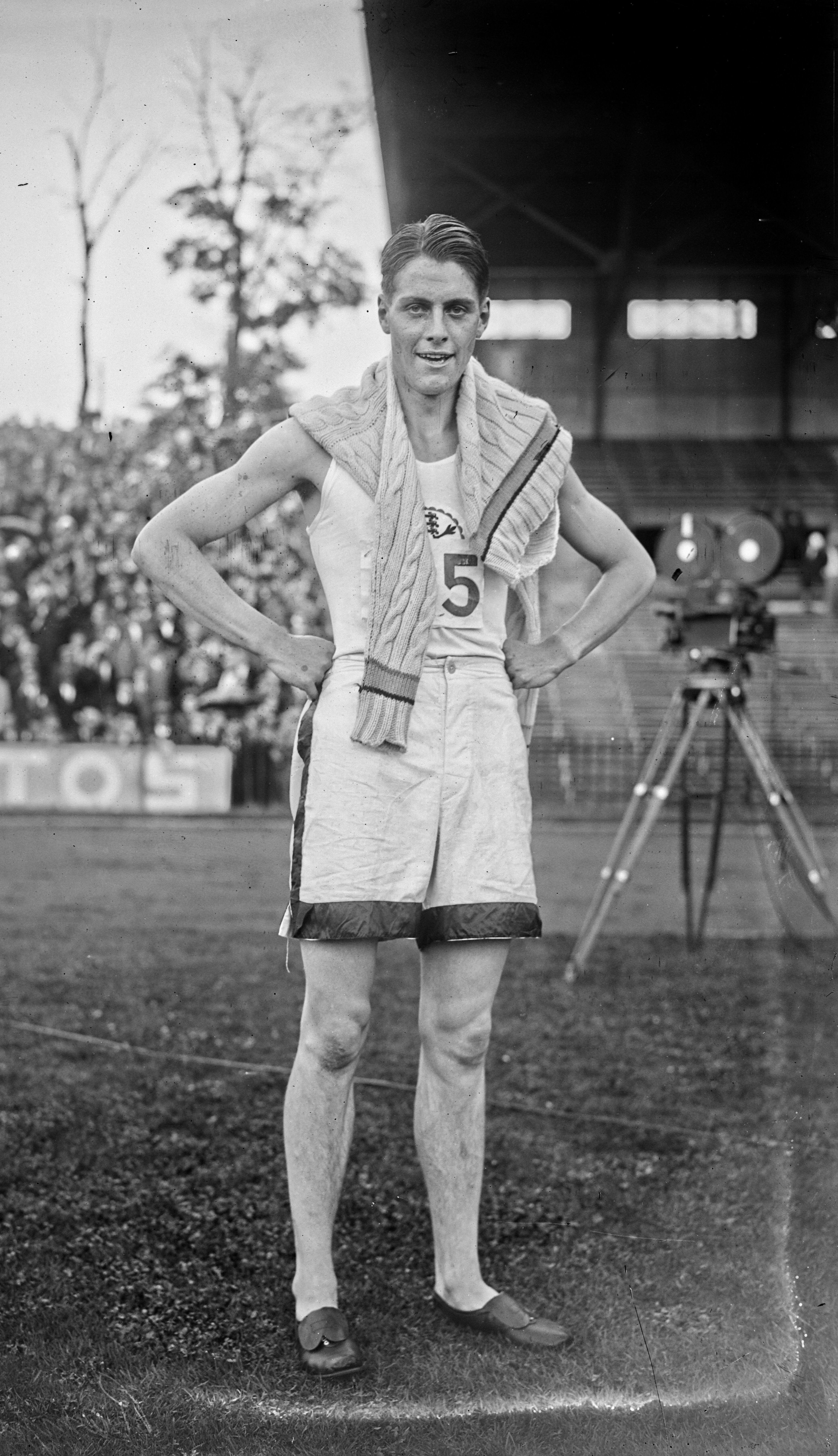
Rampling, o vencedor da corrida de 400 metros no confronto de atletismo entre França e Inglaterra em 2 de agosto de 1931. Fotografia de imprensa capturada pela Agence Rol

Godfrey Lionel Rampling (Londres, 14 de maio de 1909 - Bushey, 20 de junho de 2009) foi um militar e velocista britânico, campeão olímpico em Berlim 1936, como integrante do revezamento 4x400 metros da Grã-Bretanha.
Participou pela primeira vez dos Jogos em Los Angeles 1932, conquistando uma medalha de prata no revezamento 4x400m, depois de um quarto lugar na prova individual dos 400 metros. Em Berlim, quatro anos depois, foi campeão olímpico junto com Freddie Wolff, William Roberts e Godfrey Brown na mesma prova, derrotando a equipe norte-americana, vencedora de cinco das seis provas olímpicas anteriores.
Rampling também foi militar por 29 anos, e chegou à patente de coronel do Exército Britânico, servindo na OTAN até 1958, quando se aposentou. Ao morrer, aos cem anos de idade em 2009, era o mais idoso atleta olímpico da Grã-Bretanha ainda vivo. Sua filha, Charlotte Rampling, tornou-se uma famosa atriz de cinema internacional.